# Parafia św. Floriana w Poniatowie
Parafia pw. Świętego Floriana w Poniatowie – parafia należąca do dekanatu żuromińskiego, diecezji płockiej, metropolii warszawskiej.

## Obszar parafii

### Miejscowości i ulice
W granicach parafii znajdują się miejscowości:

- Będzymin,
- Chromakowo,
- Dąbrowice,
- Dębsk,
- Franciszkowo,
- Kruszewo,
- Poniatowo,
- Raczyny,
- Rozwozin,
- Sadłowo,
- Siemcichy,
- Swojęcin.